# Los Cincorregibles
Los Cincorregibles fue un programa cómico de la televisión peruana. El programa fue transmitido por ATV desde el 6 de septiembre hasta el 31 de diciembre de 1999. Formaron parte de esta serie Fernando Armas, Arturo Álvarez, Alfredo Benavides, Guillermo Rossini, Manolo Rojas, Javier Santagadea y Silvia Bardalez.

## Historia
El primer programa empezó a emitirse el lunes 6 de septiembre de 1999 por ATV. Fue dirigido y producido por José Talavera.
Su elenco estaba confirmado por los jóvenes actores que empezaron en los dos programas: Risas y Salsa (Panamericana Televisión) y Risas de América (América Televisión).
Después de la desaparición del programa a inicios en las décadas de 2000 por falta de audiencia y varios de estos actores formaron parte de otros elencos cómicos como JB Noticias (Frecuencia Latina, hoy Latina), 24 Minutos (Panamericana Televisión), Parlamiento (Canal A, hoy RBC Televisión), 8 Locos (Red Global) y Risas de América (América Televisión).
En 2006 se planeó un piloto para una futura temporada.

## Elenco
- Fernando Armas
- Arturo Álvarez
- Alfredo Benavides
- Manolo Rojas
- Javier Santagadea
- Silvia Bardalez
- Tula Rodríguez
- Mónica Adaro
- Guillermo Rossini